# 班傑明·丘奇
班傑明·丘奇上校（英語：Benjamin Church，約1639年生—1718年1月17日），生於普利茅斯殖民地，曾參與菲利普國王戰爭、威廉王之戰與安妮女王戰爭（Queen Anne's War）。
在菲利普國王戰爭中，他組織了美國第一隻遊騎兵部隊，被認為是美國遊騎兵之父。

## 生平
班傑明·丘奇於1639年前後，生於普利茅斯殖民地，在此長大。1667年結婚後，曾搬到麻塞諸塞州達克斯伯里（Duxbury）居住一段時間。最後搬到羅德島州布里斯托爾。
1676年，在普利茅斯殖民地長官約書亞·溫斯洛（Josiah Winslow）的命令下，班傑明·丘奇以上校軍階編組了遊騎兵部隊，參加菲利普國王戰爭。

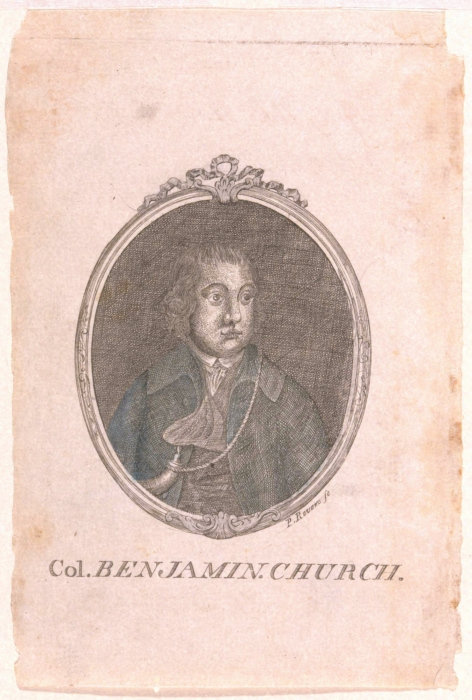
班傑明·丘奇畫像，收藏於耶魯大學藝廊

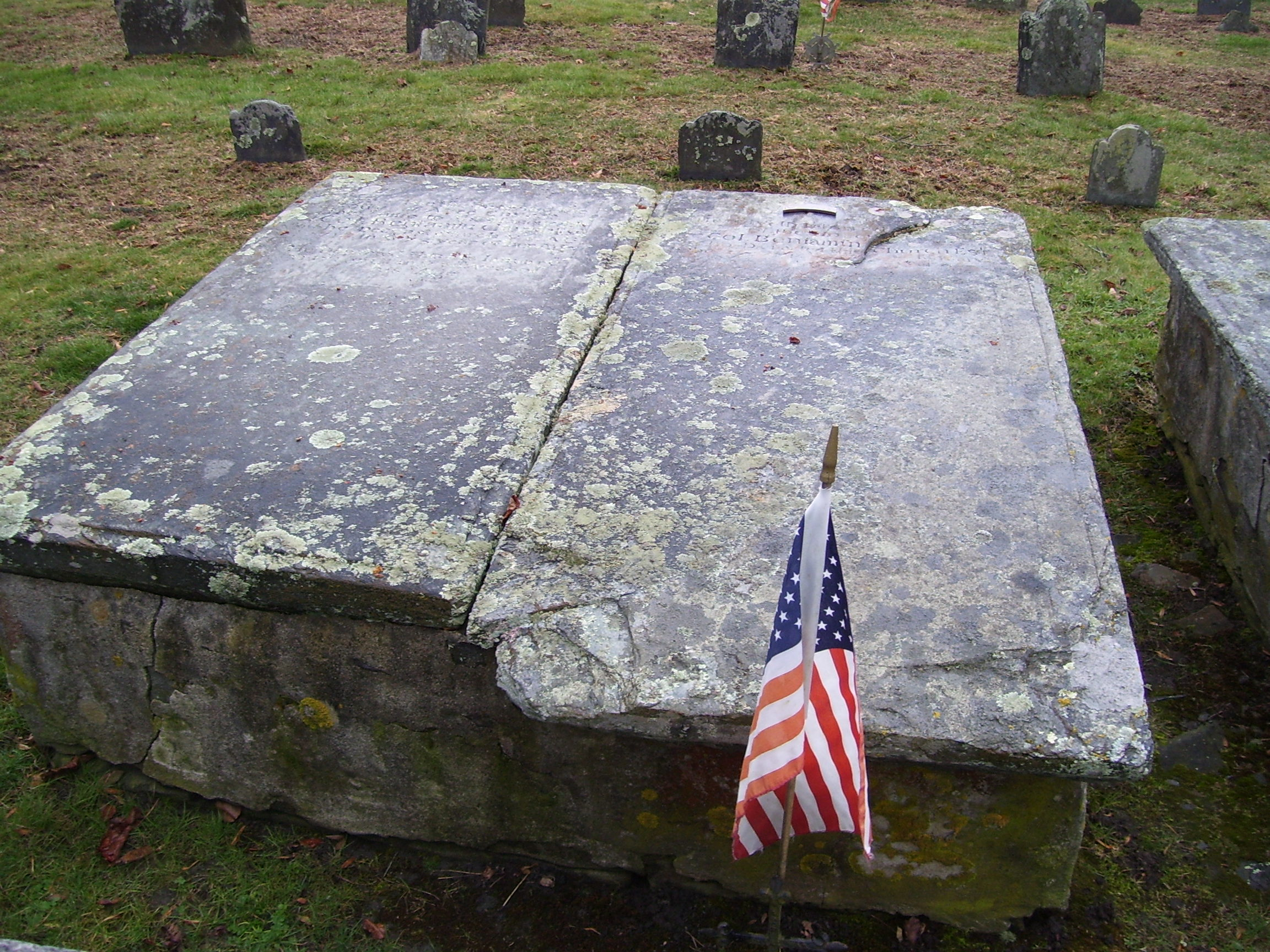
班傑明·丘奇墳墓，位於羅德島

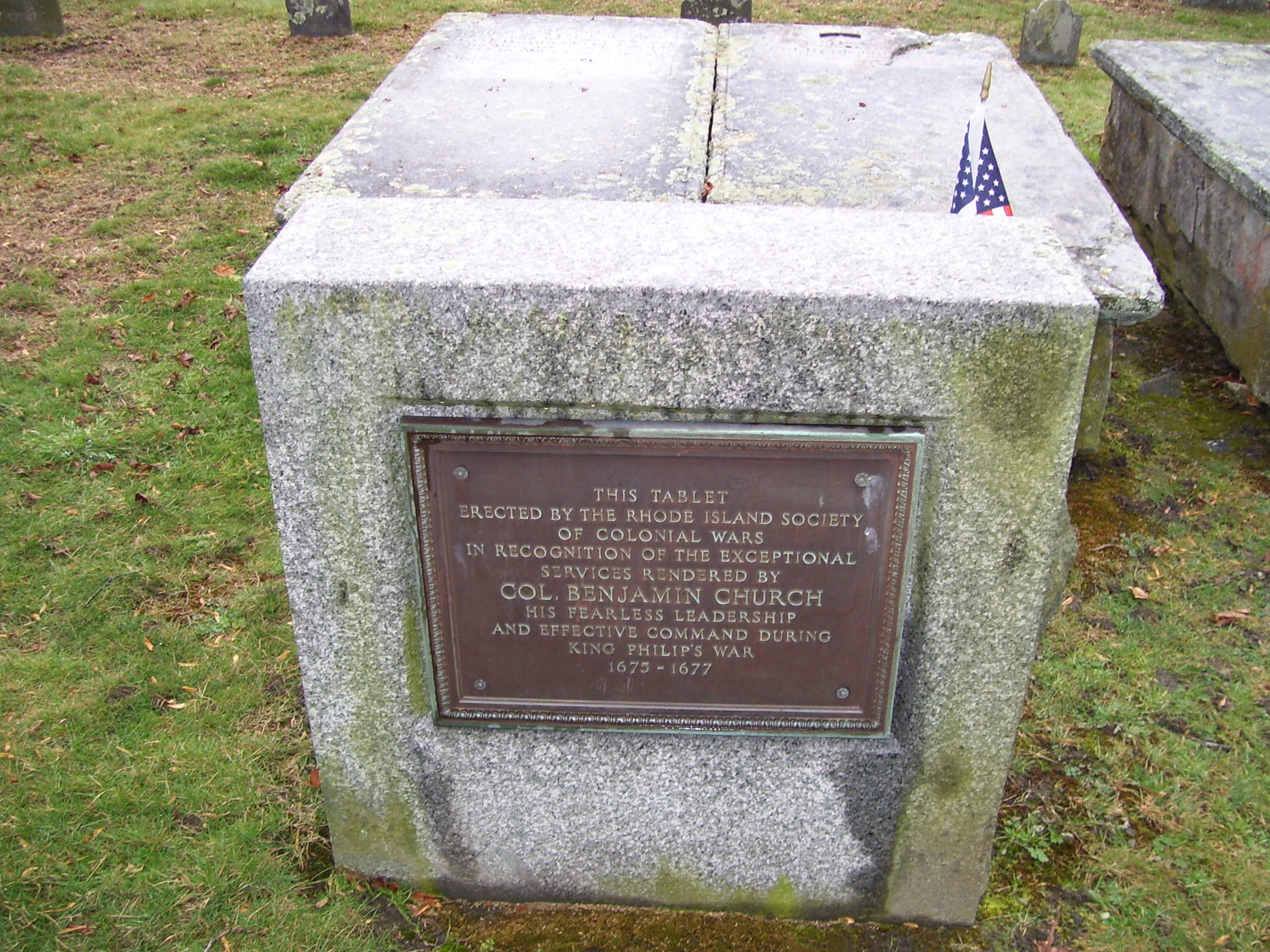
班傑明·丘奇墳碑

## 家庭
1667年12月27日，與Alice Southworth結婚。